# Bataille de Vegkop
Grand Trek
La bataille de Vegkop est livrée le 16 octobre 1836 en Afrique du Sud, pendant le grand trek. Une forte armée ndébélée commandée par Mkhaliphi, l'un des généraux du roi Mzilikazi, attaque, à l'est de l'actuelle Kroonstad, un laager boer composé d'une cinquantaine de chariots rangés en cercle et défendu par une quarantaine d'hommes commandés par Andries Hendrik Potgieter. Bien retranchés, les Boers repoussent tous les assauts et infligent un sanglant revers aux Ndébélés.